# Missões diplomáticas da Bósnia e Herzegovina

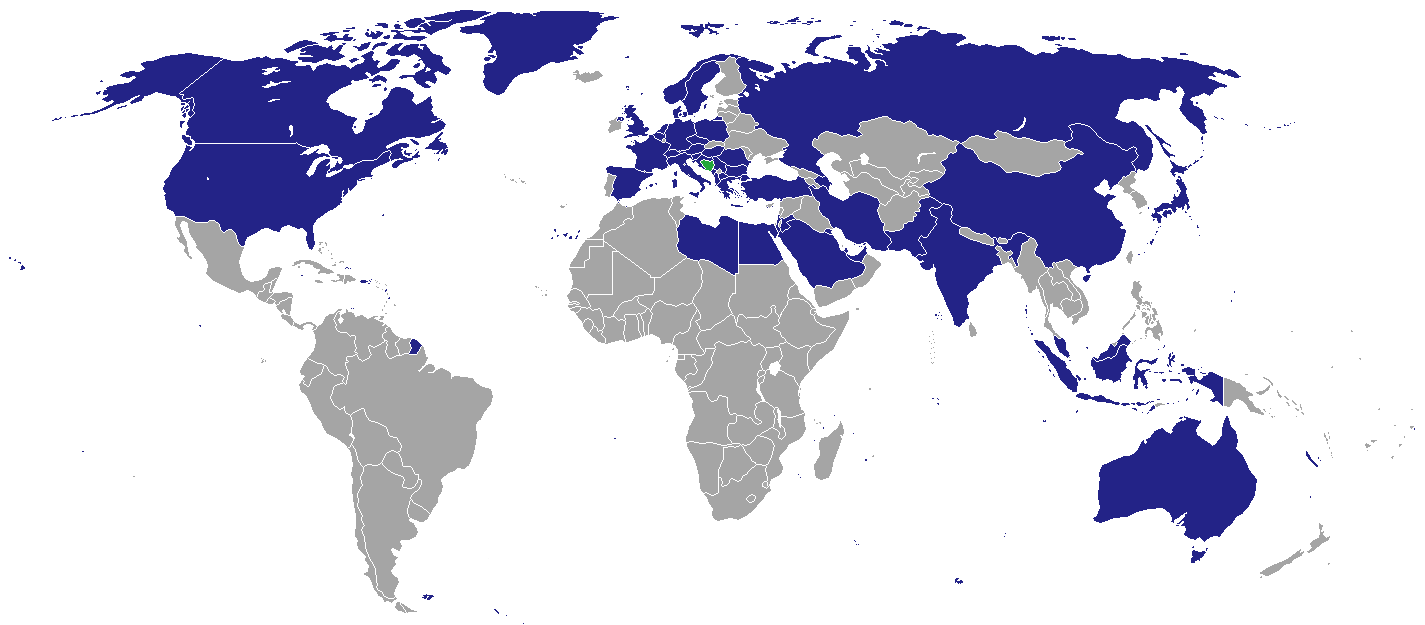
Missões diplomáticas da Bósnia e Herzegovina.

Abaixo se encontram as embaixadas e consulados da Bósnia e Herzegovina:

## África
- Egito
  - Cairo (Embaixada)
- Líbia
  - Trípoli (Embaixada)

## América do Norte
- Canadá
  - Ottawa (Embaixada)
- Estados Unidos
  - Washington DC (Embaixada)
  - Chicago (Consulado-Geral)

## Ásia
- Arábia Saudita
  - Riad (Embaixada)
- Catar
  - Doha (Embaixada)
- China
  - Pequim (Embaixada)
- Emirados Árabes Unidos
  - Abu Dhabi (Embaixada)
- Índia
  - Nova Délhi (Embaixada)
- Indonésia
  - Jacarta (Embaixada)
- Irão
  - Teerã (Embaixada)
- Israel
  - Tel Aviv (Embaixada)
- Japão
  - Tóquio (Embaixada)
- Jordânia
  - Amã (Embaixada)
- Kuwait
  - Cidade do Kuwait (Embaixada)
- Malásia
  - Kuala Lumpur (Embaixada)
- Paquistão
  - Islamabad (Embaixada)
- Turquia
  - Ancara (Embaixada)
  - Istambul (Consulado-Geral)

## Europa
- Alemanha
  - Berlim (Embaixada)
  - Munique (Consulado-Geral)
  - Stuttgart (Consulado-Geral)
- Áustria
  - Viena (Embaixada)
- Bélgica
  - Bruxelas (Embaixada)
- Bulgária
  - Sófia (Embaixada)
- Croácia
  - Zagreb (Embaixada)
- Dinamarca
  - Copenhague (Embaixada)
- Eslovênia
  - Liubliana (Embaixada)
- Espanha
  - Madrid (Embaixada)
- França
  - Paris (Embaixada)
- Grécia
  - Atenas (Embaixada)
- Hungria
  - Budapeste (Embaixada)
- Itália
  - Roma (Embaixada)
  - Milão (Consulado-Geral)
- Macedônia do Norte
  - Skopje (Embaixada)
- Montenegro
  - Podgorica (Embaixada)
- Noruega
  - Oslo (Embaixada)
- Países Baixos
  - Haia (Embaixada)
- Polónia
  - Varsóvia (Embaixada)
- Reino Unido
  - Londres (Embaixada)
- Chéquia
  - Praga (Embaixada)
- Roménia
  - Bucareste (Embaixada)
- Rússia
  - Moscou (Embaixada)
- Santa Sé

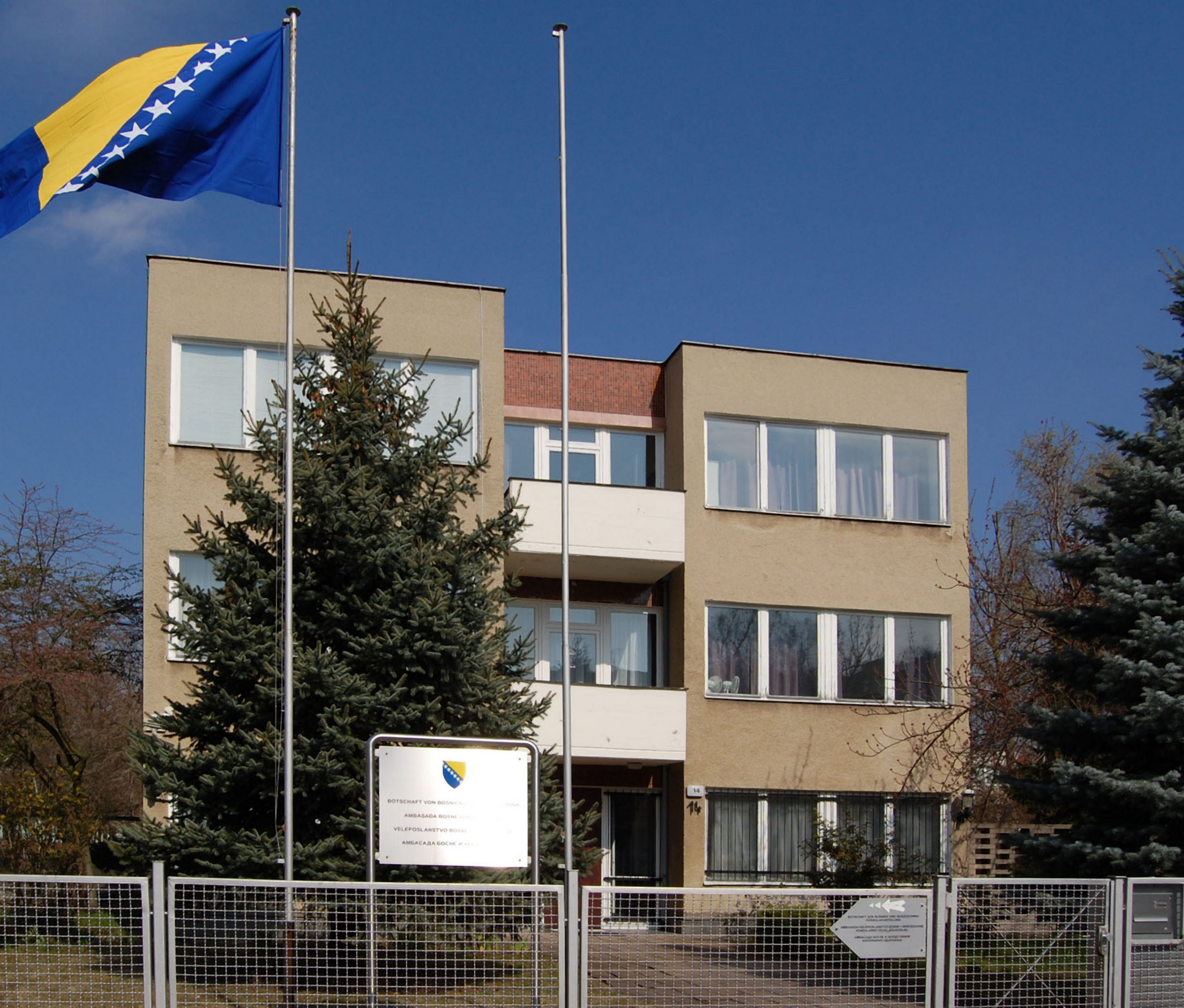
Embaixada da Bósnia e Herzegovina em Berlim, Alemanha.

  - Cidade do Vaticano (situada en Roma) (Embaixada)
- Sérvia
  - Belgrado (Embaixada)
- Suécia
  - Estocolmo (Embaixada)
- Suíça 
  - Berna (Embaixada)

## Oceania
- Austrália
  - Camberra (Embaixada)

## Organizações multilaterais
- Bruxelas (Missão permanente da Bósnia e Herzegovina junto da União Europeia)
- Genebra (Missão permanente da Bósnia e Herzegovina junto das Nações Unidas e outras organizações internacionais)
- Nova Iorque (Missão permanente da Bósnia e Herzegovina junto das Nações Unidas)
- Paris (Missão permanente da Bósnia e Herzegovina junto da Unesco)
- Roma (Missão permanente da Bósnia e Herzegovina junto da Organização das Nações Unidas para a Alimentação e a Agricultura)
- Viena (Missão permanente da Bósnia e Herzegovina junto das Nações Unidas)